# Fredrik Silverstolpe
Karl Fredrik Torsten Silverstolpe, född 16 oktober 1947 i Göteborg, död 23 april 2001 i Norrtälje, var en svensk författare.

## Biografi
Silverstolpe, som var son till adjunkten Gustav Silverstolpe och grevinnan Louise Kalling, avlade studentexamen vid Djursholms samskola och bedrev därefter akademiska studier vid flera svenska universitet, men tog akademiska betyg endast i ryska och statskunskap. Under sin tid i Uppsala engagerade han sig i Förbundet Kommunist och dess tidskrift Arbetarkamp. Han arbetade en tid vid Bahcos verkstäder i Enköping, men avskedades efter att ha framträtt som strejkledare. Efter att ha återvänt till Göteborg utbildade han sig till grafiker och engagerade sig starkt för Arbetarkamp, men anslöt sig även till föreningarna Röda bögar och Homosexuella socialister.
Silverstolpe skrev och medverkade i åtskilliga verk om homosexualitetens historia. Han nyöversatte också Oscar Wildes The Ballad of Reading Gaol (Balladen om fängelset i Reading), som utkom efter översättarens död.
Frilansjournalisten Dodo Parikas och radioproducenten Sten Lundström gjorde 2002 en radiodokumentär för Sveriges Radio, Rädsla urholkar logiken, om Silverstolpes gärning. Fredrik Silverstolpe är begravd på Rö kyrkogård.
Fredrik Silverstolpe mottog Allan Hellman-priset 1982.

## Böcker och artiklar (urval)

### Böcker
- En homosexuell arbetares memoarer, järnbruksarbetaren Eric Thorsell berättar, sammanställd av Fredrik Silverstolpe, Barrikaden, 1981. ISBN 91-85328-76-6
- Sympatiens hemlighetsfulla makt, Stockholms homosexuella 1860–1960, redaktör: Göran Söderström,  Stockholmia, 1999. ISBN 91-7031-095-5
- Homosexualitet i Tredje riket, B. Östlings bokförlag, Symposion, 2000. ISBN 91-7139-504-0

### Översättningar
- Fångarna med rosa triangel, av Heinz Heger (pseud. för Josef Kohout), Stockholm: Författarförlaget, 1984. ISBN 91-7054-447-6
- Homosexförtryckets historiska rötter, av Bob McCubbin, Barrikaden, 1981. ISBN 91-85328-82-0
- Balladen om fängelset i Reading, av Oscar Wilde, utgiven av Bo Gustavsson och Magnus Ringgren, 2002. ISBN 978-91-89352-08-7

### Artiklar
- Äktenskap mellan kvinnor under 1600- och 1700-talen,  publicerad i Lambda nordica 1989:1
- Den homosexuella ideologins födelse, publicerad i Lambda nordica 1999:4